# Pirámide de Neferuptah
La pirámide de Neferuptah es la tumba de la princesa antigua egipcia Neferuptah, hija de Amenemhat III, el sexto gobernante de la XII Dinastía. Dado que la superestructura ha desaparecido casi totalmente y debido a la construcción inusual de la cámara funeraria, algunos dudan que la estructura fuera realmente una pirámide. La tumba está en Hawara, a unos dos kilómetros al sur de la pirámide de su padre. Fue descubierta por Labib Habachi en 1936 y excavada por Nagib Farag en 1955.

## La pirámide
De la superestructura exterior de la tumba, Habachi solo pudo distinguir algunas estructuras bajas de adobe, en medio de las cuales encontró la cámara funeraria. La longitud lateral de la estructura era de unos 45 m, la altura original se estima en casi 30 m. Si en realidad fue una pirámide, habría sido inusualmente grande en comparación con otras pirámides femeninas.

## La cámara funeraria
En el centro de las estructuras de adobe se encuentra la cámara funeraria, que en el momento de su descubrimiento todavía estaba cubierta con siete grandes bloques de piedra caliza. Sus paredes también están hechas de piedra caliza. Otro bloque divide la cámara en dos secciones desiguales. Se encontró un sarcófago monumental en la parte sur más grande y varios ajuares en la parte norte más pequeña.
Además de la cámara funeraria, no se pudieron encontrar otras habitaciones y no hay evidencia de pasillo de acceso. Tal estructura es extremadamente inusual para una pirámide, por lo que también se considera la posibilidad de que la superestructura exterior de la tumba fuera en realidad una gran mastaba.

## Objetos encontrados

### Los sarcófagos
El sarcófago de piedra monumental de Neferuptah está hecho de granito rojo y ahora se encuentra en el Museo Egipcio de El Cairo. Tiene 3,06 m de largo y 1,54 m de ancho. La caja del sarcófago tiene 1,52 m de altura, la tapa mide 79  cm. El tercio inferior del contenedor del sarcófago está decorado con un relieve todo alrededor que representa la fachada de un palacio. Una fórmula de ofrenda está grabada en el exterior izquierdo.
A lo largo de los milenios, el agua subterránea de la capa freática había penetrado en la cámara, filtrándose dentro del sarcófago y su contenido se había disuelto hasta convertirse en una masa irreconocible en el fondo. Sin embargo, como se conservaron algunos fragmentos de material no perecedero, se pudo reconstruir el contenido del sarcófago. En el interior había un sarcófago de madera también rectangular, del que solo se han conservado algunas partes de la decoración. Se trata, por un lado, de fragmentos de láminas de oro, que originalmente se utilizaron para decorar tiras con inscripciones, y, por otro lado, fragmentos de vidrio y plata que pertenecían a dos ojos udjat, que se encuentran típicamente en el exterior izquierdo de los sarcófagos del Imperio Medio.
El sarcófago más interno era antropomorfo (con forma humana), pero no se ha conservado porque también estaba hecho de madera. Al igual que con el sarcófago central, su existencia solo se puede reconstruir a través de los fragmentos más pequeños: estas son pequeñas piezas de plata que mantenían la tapa del sarcófago y la caja juntas, una llamada perla seweret, que se encuentra en el cuello de sarcófagos antropoides comparables y otras cuentas que probablemente pertenecieron a un collar que una vez estuvo sobre el sarcófago.

### Más hallazgos

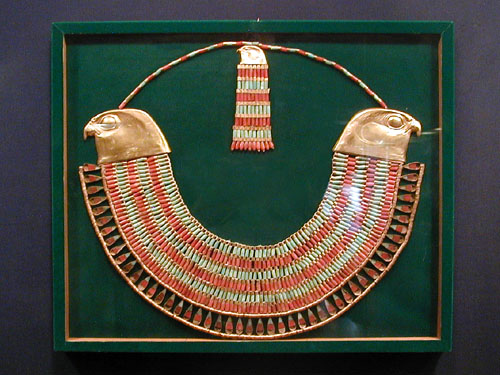
Collar ancho del Neferuptah.

Originalmente, en el sarcófago interior se colocaron varias armas y varas de madera decorada. Numerosas cuentas pertenecieron a un flagelo, también se ha conservado la cabeza de un garrote de alabastro, dos ojos de cuarzo probablemente adornaron un cetro, símbolo de buena suerte y bienestar.
Al igual que la madera, la momia de Neferuptah se había disuelto por completo, pero sus joyas estaban bien conservadas. Una de las piezas más destacadas es un collar ancho, cuyos extremos son de oro y representan dos cabezas de halcón. Las cuentas del collar están hechas de oro, feldespato verde y cornalina. Neferuptah también llevaba collares de cuentas alrededor de su cuello, brazaletes y tobilleras, así como un cinturón hecho de cuentas de loza.
Se encontraron dos jarrones de plata junto al sarcófago. Otro estaba en la parte norte de la cámara funeraria, donde también se encontró una mesa de ofrendas de alabastro, que es casi idéntica a la encontrada en la pirámide de Amenemhat III, que originalmente también estaba destinada a Neferuptah. Junto a la mesa de ofrendas se encontraron tres jarras de cerveza y varios cuencos de cerámica.